# کایورا
کایورا (به لاتین: Caivera) یک منطقهٔ مسکونی در آنگولا است که در استان بیه واقع شده‌است.